# Hemelpool

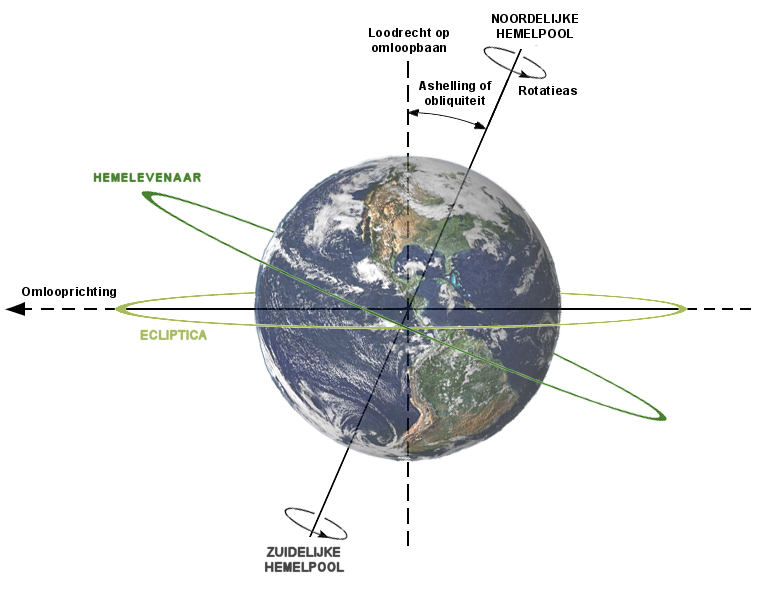
De noordelijke en zuidelijke hemelpool (celestial pole) en de hemelevenaar (celestial equator)

De hemelpool is het punt aan de hemel, waar de rotatieas van de aarde bij verlenging de hemelbol snijdt. Er is een noordelijke en een zuidelijke hemelpool. Omdat de polen in het verlengde van de rotatieas van de aarde staan lijken 's nachts alle sterren om dat punt heen te draaien. 
Een waarnemer in de Benelux ziet de noordelijke hemelpool als hij onder een hoek van ongeveer 52 graden omhoog richting het noorden kijkt. Deze kijkhoek komt overeen met de breedtegraad van de locatie van de waarnemer. Voor een waarnemer op respectievelijk de noord- en de zuidpool staan deze punten dus recht boven het hoofd. De noordelijke hemelpool valt vrijwel samen met de poolster. De zuidelijke hemelpool valt niet samen met een ster, maar kan worden gevonden met behulp van het sterrenbeeld Zuiderkruis.
In het equatoriale coördinatenstelsel hebben de polen een declinatie van 90 graden, plus voor het noorden, min voor het zuiden, ten opzichte van de hemelevenaar. 

## Verschuiving hemelpolen door precessie
Omdat door de precessie de richting van de aardas in 25 770 jaar een cirkel beschrijft zal de positie van een hemelpool ook een cirkelbaan beschrijven ten opzichte van de sterren. Op het ogenblik is de noordelijke hemelpool minder dan één graad van de ster Polaris of alpha Ursae Minoris verwijderd, deze ster heet daarom poolster. Omstreeks 2800 v.Chr. was Thuban of alpha Draconis de noordpoolster.
Toekomstige noordelijke poolsterren zijn in 4145 gamma Cephei en in 7539 Adleramin of alpha Cephei. Over 25 770 jaar zal de hemelpool weer ongeveer met Polaris samenvallen. 

De toekomstige zuidelijke poolsterren zullen zijn: in 5770 omega Carinae, in 6850 upsilon Carinae, in 8075 Turais of iota Carinae en in 9240 delta Velorum.
|  |  |